# Sphaerodactylus lineolatus
Sphaerodactylus lineolatus är en ödleart som beskrevs av  Lichtenstein och VON 1856. Sphaerodactylus lineolatus ingår i släktet Sphaerodactylus och familjen geckoödlor. Inga underarter finns listade i Catalogue of Life.